# Rudy Gunawan
Rudy Gunawan (Suracarta, 31 de dezembro de 1966) é um ex-jogador de badminton indonésio, medalhista olímpico, especialista em duplas.

## Carreira
Rudy Gunawan representou seu país nos Jogos Olímpicos de Verão de 1992 e 1996, conquistando a medalha de prata, nas duplas em 1992, com a parceria de Eddy Hartono.